# Castra Equitum Singularium
De Castra Equitum Singularium was een castrum (legerkamp) in het oude Rome. In dit castrum waren de equites singulares gelegerd. Dit was een elite-eenheid van de cavalerie, die als lijfwacht voor de keizer diende.
De oorspronkelijke Castra Equitum Singularium stond op de Caelius, aan de huidige Via Tasso, ten noorden van de Scala Santa. Restanten van dit kamp werden in 1885 opgegraven. Onder andere een muur van een binnenplaats werd gevonden. Deze muur was voorzien van nissen waarvoor sokkels stonden. De sokkels waren voorzien van inscripties die militairen eerden die hun diensttijd hadden voltooid. De oudste inscripties dateren uit de tijd van Hadrianus.
Keizer Septimius Severus verdubbelde aan het einde van de 2e eeuw de grootte van de eenheid, omdat het oude kamp te klein werd. Het nieuwe kamp, de Castra Nova Equitum Singularium, werd rond 197 in de buurt van de oude castra gebouwd, op een stuk land waar oorspronkelijk de villa's van de Laterani familie hadden gestaan.
Constantijn de Grote ontmantelde de equites singulares in 312 en liet de castrum afbreken. Op de plaats van het kamp liet hij vervolgens een van de eerste kerken in Rome bouwen, de basiliek Sint-Jan van Lateranen, die in 324 werd ingewijd.
In 1934 werden onder de vloer van de basiliek opgravingen gehouden. Hierbij werden restanten van de gebouwen van de castrum teruggevonden. Bovengronds is niets meer zichtbaar.